# 津野修
津野 修（つの おさむ、1938年〈昭和13年〉10月20日 - ）は、日本の大蔵官僚、弁護士。勲等は旭日大綬章。第一東京弁護士会所属。
大蔵省主税局税制第三課課長、内閣法制局総務主幹、内閣法制局第三部部長、内閣法制局第一部部長、内閣法制次長、内閣法制局長官、最高裁判所判事などを歴任した。

## 概要
愛媛県出身の大蔵官僚である。大蔵省においては、主税局の税制第三課長を務めた。のちに内閣法制局に出向し、総務主幹を経て、第三部や第一部にてそれぞれ部長を務めるなど、要職を歴任した。1996年には内閣法制次長に就任した。1999年には大森政輔の後任として内閣法制局長官に就任し、小渕第1次改造内閣から第1次小泉内閣にかけて同職を務めた。退職後は弁護士登録し、第一東京弁護士会に所属した。第2次小泉内閣にて最高裁判所判事に任命され、2004年2月26日から2008年10月19日まで在任した。

## 来歴

### 生い立ち
1938年10月に生まれ、1957年に愛媛県立松山東高等学校を卒業するまで愛媛県で過ごした。京都大学法学部に進学し、主として私法を学んだ。なお、在学中に国家公務員採用上級試験と司法試験の双方に合格している。1962年3月、京都大学法学部を卒業した。同年4月、大蔵省に入省した（大臣官房文書課）。

### 大蔵官僚として
大蔵省においては主計局、主税局、関税局、理財局などに在籍したが、主に財政畑を歩んだ。なお、1971年から1974年にかけては、日本貿易振興会に出向しフランクフルト事務所の駐在員を務めた。1978年7月には、内閣法制局に出向し参事官（第三部）に就任している。のちに大蔵省に戻ると、1983年7月より主税局の税制第三課にて課長を務めた。その後、再び内閣法制局に出向することとなり、1986年2月に総務主幹に就任し、同年7月には第三部の部長に就任した。1992年12月、第一部の部長に就任した。1996年1月、内閣法制次長に就任した。1999年8月、大森政輔の退任に伴い、小渕第1次改造内閣にて内閣法制局長官に就任した。以来、第1次小泉内閣に至るまで内閣法制局長官を務めた。

### 弁護士・最高裁判事
退職後は弁護士登録し、第一東京弁護士会に所属した。しかし、第2次小泉内閣によって最高裁判所判事に任命されることになり、2004年2月26日から2008年10月19日まで判事を務めた。2005年9月11日の最高裁判所裁判官国民審査において、罷免を可とする票4,926,929票、罷免を可とする率7.63%で信任。同時に審査された6判事のうち罷免を可とする票の数が最少であった。最高裁判所判事時代に在外日本人選挙権訴訟が審理された時は内閣法制次長として在外投票の立法に関わっていた経緯から回避している。

## 担当審理

### 大法廷判決に対する対応
- 2005年（平成17年）9月11日において行われた衆議院総選挙の小選挙区の区割規定が憲法14条1項等に反していたか。多数意見（合憲・補足意見）
- 衆議院議員小選挙区選出議員選挙について候補者届出政党所属候補者と無所属候補者に対する選挙運動の差異を設けることは憲法14条1項等に反するか。多数意見（合憲）
- 国籍法3条1項は憲法14条1項に違反するか。反対意見（合憲）

### 小法廷判決に対する対応
- 2008年3月：袴田事件 - 再審請求棄却
- 2008年8月：高知白バイ衝突死事件 - 上告を棄却（裁判長裁判官）

## 略歴
- 1961年（昭和36年） 国家公務員採用上級試験合格
- 1961年（昭和36年） 司法試験合格
- 1962年（昭和37年） 京都大学法学部卒業
- 1962年（昭和37年） 大蔵省入省（大臣官房文書課[10]）
- 1964年（昭和39年） 中国財務局理財部[10]
- 1965年（昭和40年） 関税局総務課[10]
- 1965年（昭和40年） 横浜税関監視部
- 1966年（昭和41年） 関税局企画課
- 1966年（昭和41年） 関税局総務課文書係長[11]
- 1967年（昭和42年） 行橋税務署長[10]
- 1968年（昭和43年） 理財局国有財産第二課長補佐（指導総括・指導三）[12]
- 1970年（昭和45年） 理財局国有財産総括課長補佐（能率調査）[13]
- 1971年（昭和46年） 日本貿易振興会フランクフルト事務所駐在員
- 1974年（昭和49年） 主計局主計官補佐（防衛第一係）[10]
- 1977年（昭和52年） 国税庁長官官房総務課長補佐[10]
- 1977年（昭和52年） 主計局主計官補佐（防衛第一係）[10]
- 1978年（昭和53年） 内閣法制局参事官
- 1983年（昭和58年） 大蔵省主税局税制第三課長
- 1985年（昭和60年） 福岡財務支局長
- 1986年（昭和61年） 内閣法制局第三部長
- 1992年（平成4年） 内閣法制局第一部長
- 1996年（平成8年） 内閣法制次長
- 1999年（平成11年） 内閣法制局長官
- 2003年（平成15年） 弁護士登録（第一東京弁護士会所属）
- 2004年（平成16年）2月26日- 最高裁判所判事
- 2008年（平成20年）10月19日- 最高裁判所判事定年退官

## 栄典
- 2009年（平成21年）11月3日 - 旭日大綬章[14]

## 同期入省者
同期に小川是、藤井威（内閣内政審議室長）、松田篤之（造幣局長）など